# Stolperstein von Dorfen
Der Stolperstein von Dorfen ist Berta Sewald gewidmet, einem Euthanasieopfer. Er wurde vom Künstler Gunter Demnig im Rahmen des Projekts Stolpersteine geschaffen und  in Dorfen verlegt, eine Stadt im oberbayerischen Landkreises Erding. Stolpersteine erinnern an das Schicksal der Menschen, die von den Nationalsozialisten ermordet, deportiert, vertrieben oder in den Suizid getrieben wurden. Sie liegen im Regelfall vor dem letzten selbstgewählten Wohnsitz des Opfers.
Die Verlegung erfolgte am 19. Februar 2025. 

## Stolperstein
| Stolperstein | Inschrift | Verlegeort          | Name, Leben              |
| ------------ | --- | ------------------- | ------------------------ |
|              | HIER WOHNTE BERTA SEWALD JG. 1907 EINGEWIESEN HEILANSTALT TAUFKIRCHEN ZWANGSSTERILISIERT 1935 1940 EGLFING-HAAR 'VERLEGT' 25.2.1941 HARTHEIM ERMORDET 25.2.1941 'AKTION T4' | Am Unteren Markt 31 | Berta Sewald (1907–1941) |

## Verlegung
Die Verlegung wurde von Gunter Demnig persönlich durchgeführt. Es sprach der Bürgermeister. Mitglieder der Familie Sewald waren ebenfalls anwesend.